# オキクラゲ科
オキクラゲ科（Pelagiidae）は、鉢虫綱に属するクラゲの科の一つ。

## 分類
4属が属する。種数はWoRMSによる。
- ヤナギクラゲ属 Chrysaora - アカクラゲ、アトランティックシーネットル等16種。
- オキクラゲ属 Pelagia - オキクラゲ等5種。
- アマクサクラゲ属 Sanderia - アマクサクラゲ、サンデリア・パンピノサス2種
- Mawia - マウィア・ベノビチ1種のみ。